# 金沙洲隧道
金沙洲隧道是京广高速铁路唯三的城市地下隧道（另外两条分别是石家庄隧道及浏阳河隧道），位于中华人民共和国广东省广州市白云区金沙街道。隧道位于广州北站至广州南站区间，全长4469米，为京广高速铁路武广段的控制性工程，地质情况极为复杂。

## 历史
- 2009年6月26日，金沙洲隧道全线贯通[2]。
- 2009年12月26日，金沙洲隧道随京广高速铁路武广段的开通而启用[3]。

## 违章建筑
2009年12月26日，京广高速铁路武广段开通后，一些民众为了经济利益，公然无视国家法律，在金沙洲隧道正上方修建了占地面积为5万平方米的违章建筑，严重危害隧道行车安全。

## 保护
2020年1月20日，因金沙洲隧道正上方违建情况极为猖獗，广州市白云区人民政府决定，在金沙洲隧道两侧设立铁路线路安全保护区，并埋设安全保护区标桩。铁路线路安全保护区范围划定为隧道上方中心线两侧各五十米。